# Al-Suyuti
Jalāl al-Dīn al-Suyūṭī (in arabo جلال الدين السيوطي‎?); Il Cairo, 3 ottobre 1445 – Rawḍa, 18 ottobre 1505) è stato un giurista, storico e mistico egiziano,  di origine persiana da parte paterna e circasso da parte materna.

## Biografia
Abū l-Faḍl ʿAbd al-Raḥmān ibn Abī Bakr ibn Muḥammad Jalāl al-Dīn al-Khuḍayrī al-Suyūṭī, o più semplicemente Jalāl al-Dīn al-Suyūṭī fu un eccezionale poligrafo, un eminente sapiente musulmano sciafeita, un teologo ash'arita e un sufi assai apprezzato. Si dice fosse venuto al mondo all'interno della biblioteca di famiglia, cosa che gli valse il soprannome di "figlio dei libri" (ibn al-kutub). Suo padre morì quando egli aveva appena sei anni e fu istruito da numerosi tutori. All'età di quattordici anni poteva già vantare una solida base religiosa. A diciotto anni assunse l'insegnamento di diritto sciafeita che aveva esercitato il padre nella moschea di Ibn Ṭūlūn, quindi tenne corsi di ḥadīth nella Shaykhūniyya nel 1472.
Dotato d'una memoria prodigiosa, conosceva a memoria qualcosa come milleduecento ʾaḥādīth. Si affiliò alla ṭarīqa Shādhiliyya e - come al-Ghazali - lavorò per tracciare una via d'incontro tra Legge e Via mistica. Si mise abbastanza presto a scrivere e, appena trentenne, i suoi libri erano diffusi fuori d'Egitto, fino in India, dove si recò dopo aver visitato la Siria (bilād al-Shām) e lo Yemen e prima di andare in Maghreb per la sua ṭalab al-ʿilm: la "ricerca della conoscenza" che ogni studioso faceva per entrare in contatto con altri studiosi di vaglia o con la tradizione culturale vivente dei paesi in cui ci si recava. la sua fama gli procurò ben presto le gelosie dei suoi concorrenti e gli si rimproverò un uso eccessivo di ijtihād nei suoi lavori, senza tuttavia che questo gli causasse problemi con le autorità religiose.
Nel 1486, giudicando corrotto l'ambiente degli ʿulamāʾ, si ritirò dal mondo e smise di emettere fatwā. Le sue relazioni col sultano mamelucco del momento si avvelenarono ed egli gli si oppose in diverse circostanze e rifiutò l'offerta avanzatagli dal sultano suo successore di dirigere la madrasa. In linea di massima egli rifiutava il potere mamelucco. Fu nel 1501 che egli si ritirò totalmente nella sua abitazione sull'isoletta di Rawḍa (o Rōḍa) sul Nilo, dove morì nel 1505.
La sua santità e il valore scientifico dei suoi scritti fu allora riconosciuta da tutti. Egli affermò di aver visto più di settanta volte il Profeta in stato di veglia e si riferiscono numerosi miracoli che lo riguardavano. Difese la complementarità dell'esoterismo islamico e del sufismo e gli si attribuisce la paternità di ben 981 opere.

## Opere
Al-Suyūṭī ha composto la propria autobiografia verso il 1485, e il suo titolo è al-Taḥadduth bi niʿmat Allāh (L'elogio dei benefici di Dio), secondo un'organizzazione tematica piuttosto che cronologica, con ciascuno dei temi raggruppante una serie di aneddoti il cui esito positivo è sistematicamente attribuito a Dio.
Al-Suyūṭī ha scritto un numero elevatissimo di opere. tra le quali figurano:
- Al-Itqān fī ʿulūm al-Qurʾān, (Il compendio delle scienze del Corano).
- Lubâb an-nuqûl fî asbâb an-nuzûl, (Il midollo delle tradizioni sulle circostanze della rivelazione).
- Sharḥ Sunan Ibn Mājah, (Commentario del Sunan di Ibn Mājah).
- Al-Jāmiʿ al-kabīr, (La Grande Enciclopedia) (Hadith).
- al-Jāmiʿ al-saghīr, (La Piccola Enciclopedia) (Hadith).
- Sharḥ al-Suyūṭī ʿalā Sunan al-Nasāʾī' (Il Commentario di Suyūṭī del Sunan di al-Nasāʾī).
- Tafsīr al-Jalālayn, (Commentario del Corano, detto "dei due Jalāl", uno dei quali era proprio Suyūṭī).
- Tārīkh al-khulafāʾ al-rāshidūn, (Storia dei Califfi Ortodossi).
- Ṭibb al-Nabī, (La medicina del profeta).
- Jazīl al-mawāhib fī ikhtilāf al-madhāhib, (L'interesse della divergenza tra le quattro scuole).
- Shurūṭ al-duʿāʾ al-mustajāb, (Le condizioni dell'invocazione esaudita).
- Laqat al-murjān fī aḥkām al-jānn, (Brandelli di corallo sugli ordinamenti dei jinn), Il Cairo, Maktaba al-turāth al-islāmī, s.d.